# Michele Morosini

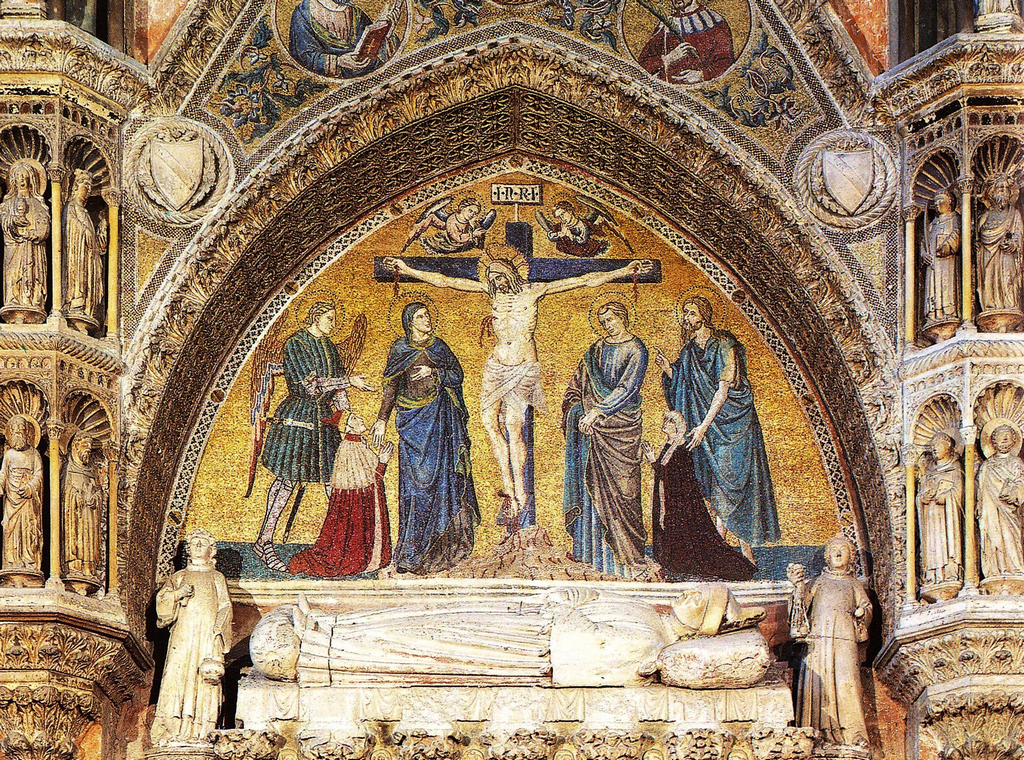
Das Grabmal Michele Morosinis in der Kirche San Zanipolo (Detail), der Doge (links) und die Dogaressa Cristina Condulmer (rechts) kniend und in Gebetshaltung zu Füßen des gekreuzigten Jesus

Michele Morosini (* um 1308 in Venedig; † 15. Oktober 1382 ebenda) war 1382 der 61. Doge von Venedig (nach der Zählweise der staatlich gesteuerten venezianischen Geschichtsschreibung). Während seiner nur vier Monate währenden Amtszeit brach eine der in Venedig seit 1348 häufigen Pestwellen aus, an der in kurzer Zeit 19.000 Menschen gestorben sein sollen, darunter Morosini selbst.
Morosini war, was zu dieser Zeit in den führenden Familien selten war, kein Militär, weder zu Lande noch zur See. Er hatte seinen Aufstieg zum einen seiner Herkunft aus einer angesehenen Familie, dann aber auch seinem beachtlichen Vermögen zu verdanken, das er im Immobilienhandel noch vergrößerte. Zum anderen war er ein sehr vielseitiger und erfolgreicher Diplomat, der einen wesentlichen Anteil am Ende des Krieges gegen Genua hatte.

## Familie

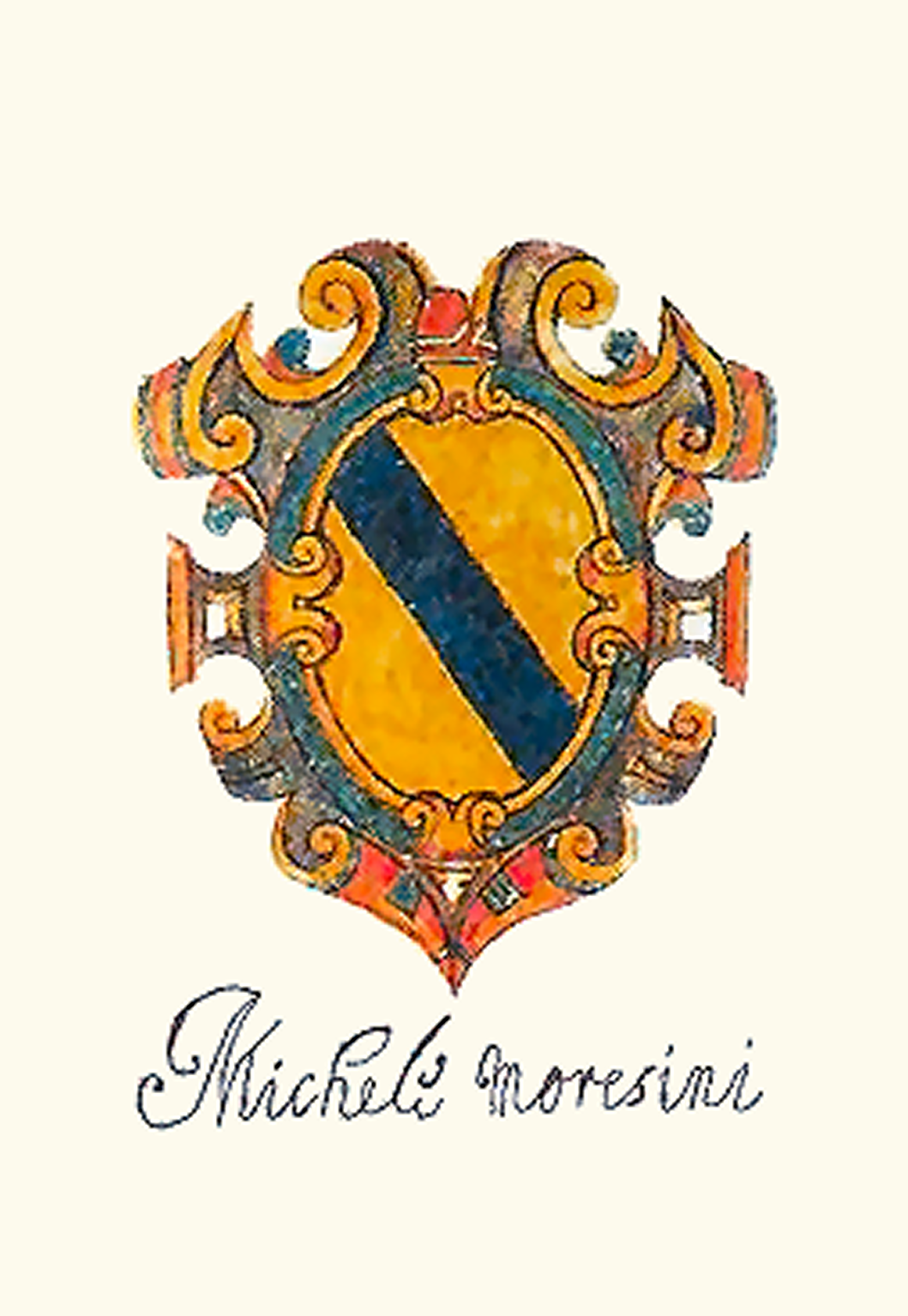
Wappen des „Michele Moresini“, frühes 17. Jahrhundert

Die Familie Morosini hat insgesamt vier Dogen gestellt, außer Michele die Dogen Domenico Morosini (1148–1156), Marino Morosini (1249–1253) und Francesco Morosini (1688–1694). Vier Frauen aus der Familie waren mit Dogen verheiratet und trugen den Titel Dogaressa: Tommasina Morosini war die Frau von Pietro Gradenigo, Francesca Morosini war mit Andrea Dandolo verheiratet, Dea Morosini mit Niccolò Tron und Morosina Morosini mit Marino Grimani.
Morosini war mit Cristina Condulmer verheiratet, mit der er einen Sohn namens Giovanni hatte.

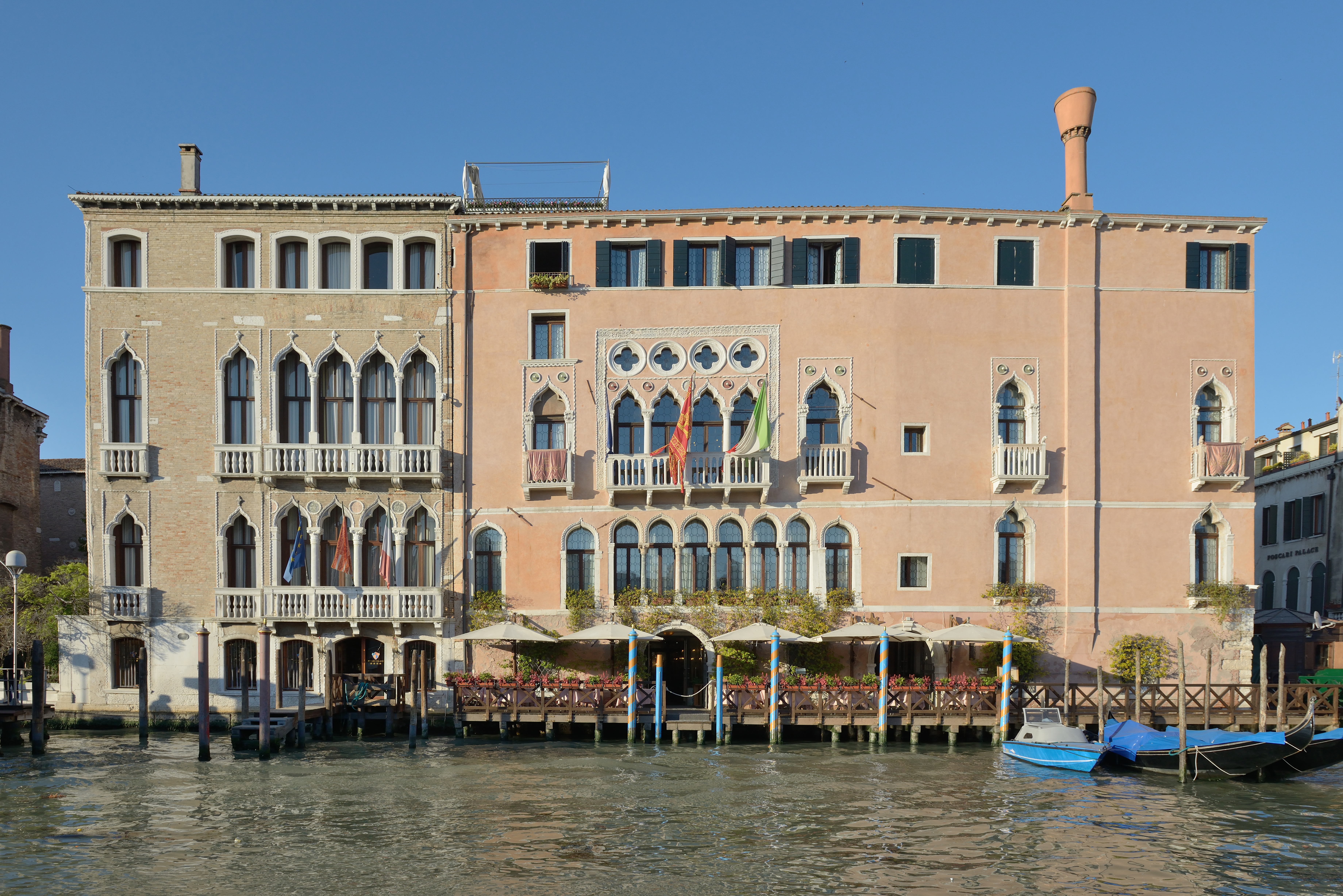
Die Paläste Giustinian Pesaro (links) und Morosini Sagredo

Auf Morosinis Weisung wurde ab 1382 der Stadtpalast der Morosini umgebaut, die heutige Ca’ Morosini Sagredo in Cannaregio. Dieser Stadtpalast erhebt sich nahe der Ca’ d’Oro am Canal Grande.

## Leben
Morosini hatte sich in Venedig durch seine karitative Tätigkeit ausgezeichnet und hatte daraufhin das Amt eines Prokurators (procuratore di sopra) bekommen.

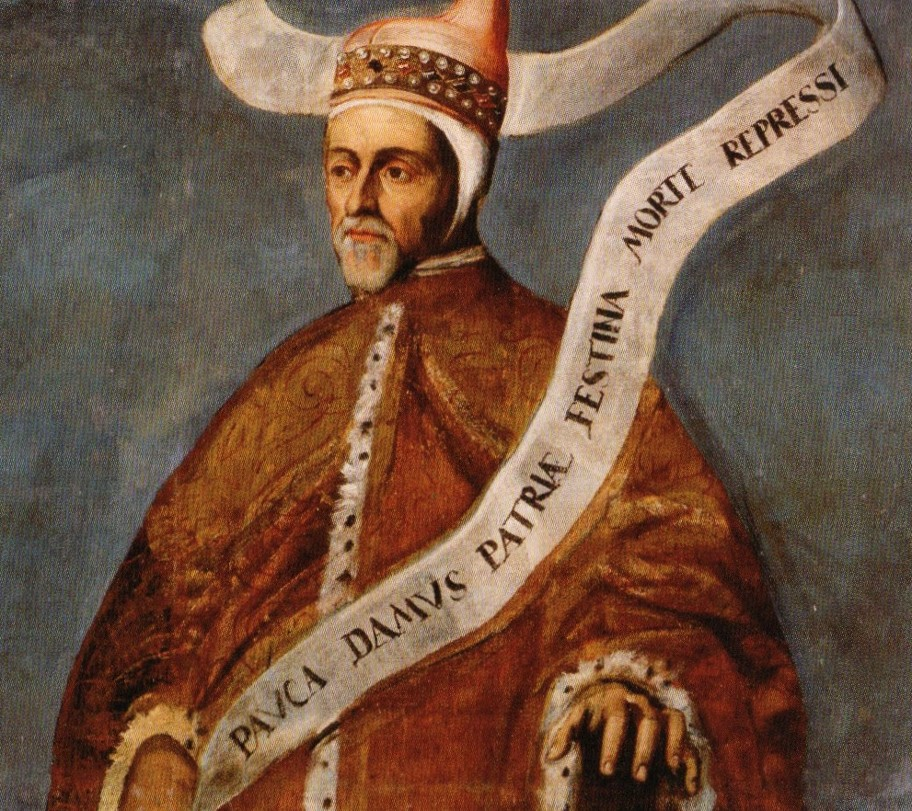
Der Doge im Porträt im Dogenpalast; das Spruchband bedauert, dass ihm die Zeit für Verdienste nicht gegeben war

Er war für die Republik in verschiedenen diplomatischen Missionen tätig, darunter als Generalbevollmächtigter bei den Friedensverhandlungen in Turin (bis 1381), bei denen der Chioggia-Krieg beendet wurde. 1379 war es den Genuesen im Bündnis mit Ungarn nicht nur gelungen, in die Lagune einzudringen, sondern sogar, sich im Süden, in Chioggia festzusetzen. Mit dem Frieden von Turin setzte eine neue Phase der Prosperität ein. Bei der Wahl zum Dogen setzte sich Michele Morosini gegen Leonardo Dandolo durch. Allerdings starb Morisini nur vier Monate nach Amtsantritt an der Pest.
Durch geschickte Immobiliengeschäfte, vor allem während des Krieges, hatte er sein großes Vermögen noch vermehrt. Dies führte unter Historikern des 18. und 19. Jahrhunderts zur Annahme, Morosini habe sich am Krieg bereichert, da zum Zeitpunkt seiner Käufe die Preise besonders niedrig gewesen wären. Samuele Romanin (S. 308–310) widersprach dieser Annahme, da sie auf einen Fehler in der Edition des Marin Sanudo zurückzuführen sei. Nach diesem waren die Häuser, die Morosini erworben hatte, 25.000 Dukaten wert, nach dem Krieg jedoch 100.000. Dort beantwortete Morosini den Ausruf: „Siamo in pericolo di perder Venezia e voi comprate stabili!“ mit: „Se questa terra starà male, io ne voglio aver bene“. Man hielt ihm also vor, dass er, während man fürchtete Venedig zu verlieren, er Vorteile daraus ziehen wolle. Nach Romanin stellte sich dies jedoch ganz anders dar, wenn man das Wort „ne“ (in diesem Zusammenhang ‚davon‘ oder ‚daraus‘) durch das in der von ihm überprüften Handschrift geschriebene „non“ ersetzte, wodurch die genau gegenteilige Bedeutung entstanden sei, nämlich, dass Morosini keine Vorteile daraus habe ziehen wollen. Außerdem, so Romanin, könne man nur so erklären, dass er als ein würdiger Doge galt.

## Grabmal

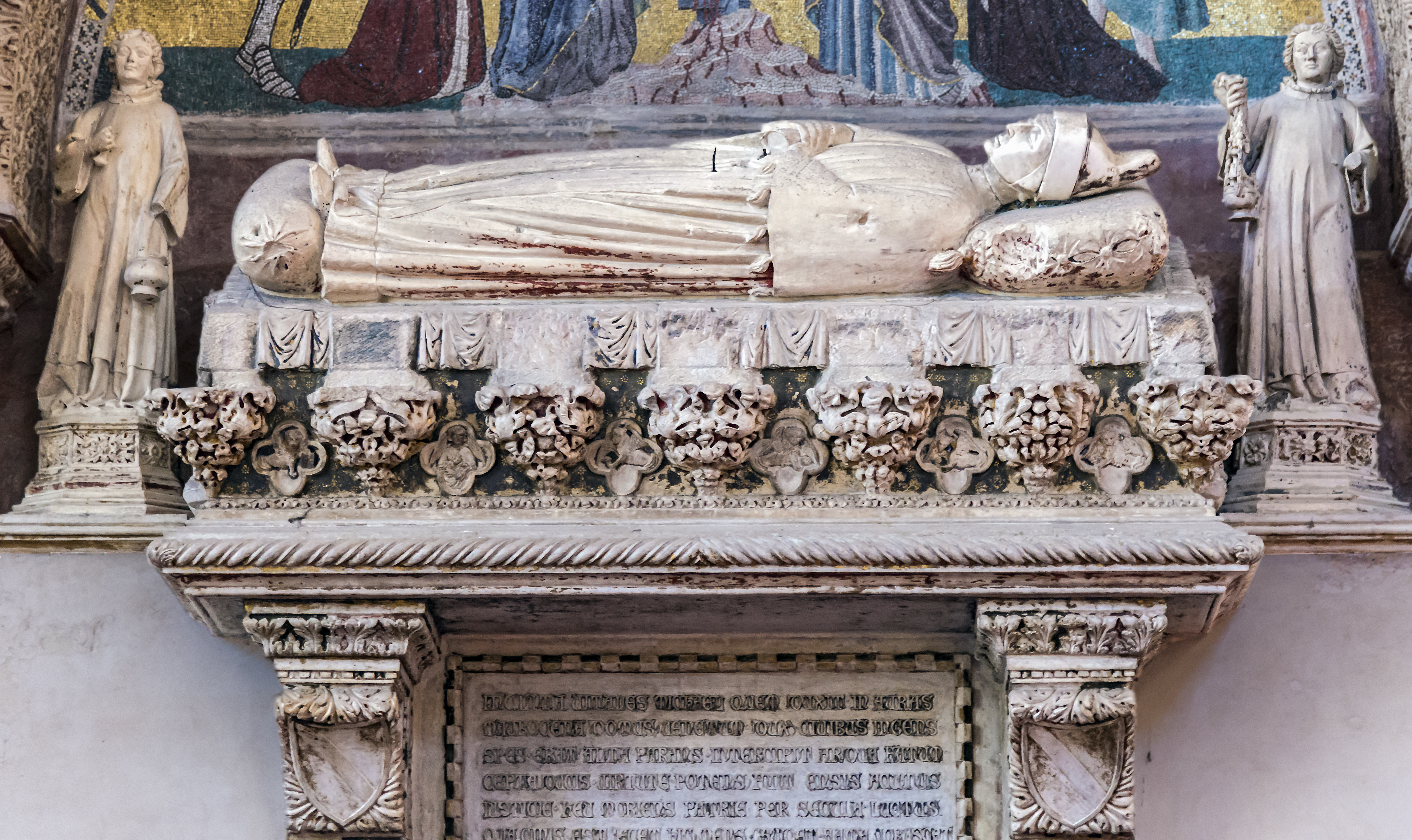
Liegefigur Michele Morosinis auf einem Katafalk

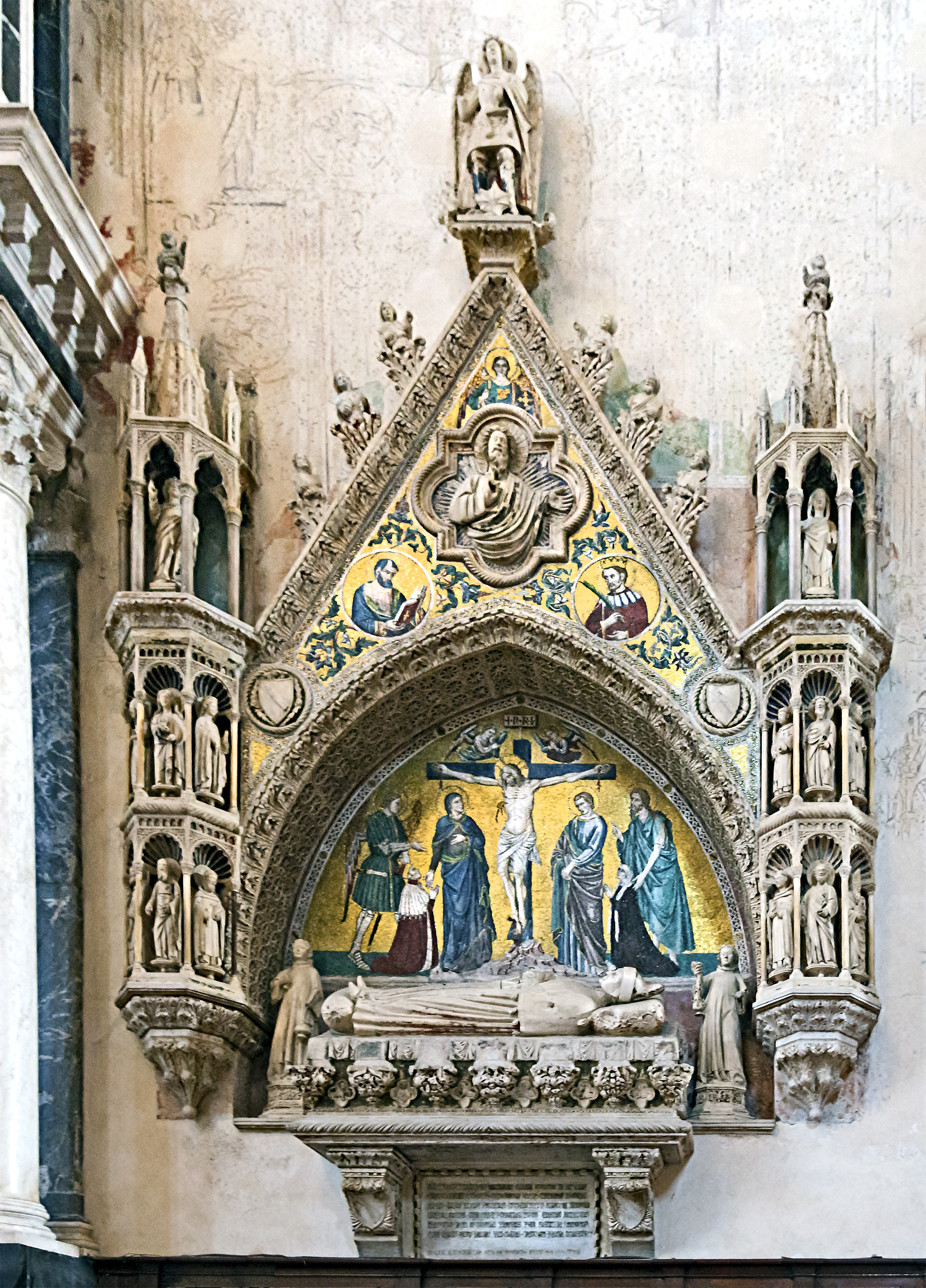
Gesamtansicht des Grabmals in San Zanipolo

Sein monumentales Grabmal, entstanden um 1382, befindet sich, wie zahlreiche andere Dogengräber, in der Kirche San Zanipolo. Das Grabmal ist mit Hinblick auf seine Komplexität ohne Vorbild in Venedig. Es ist ein Werk der Familie Morosini, die sich damit ein Monument setzen wollte, wie es ausdrücklich „inclita Maurocena domus“ unterhalb der Inschrift heißt. Das Monument ließ seine Frau, die Dogaressa, zusammen mit ihrem gemeinsamen Sohn Giovanni ins Werk setzen. Weder ihr Testament, noch das ihres Mannes ließen sich auffinden.
Zwei Pfeiler auf Konsolen begrenzen den Spitzbogen mit überragendem Wimperg. Die Liegefigur des Dogen ruht auf einem Katafalk. In der Lünette entstand ein Mosaik mit der Kreuzigung Jesu und zu dessen Füßen seine Mutter und der Evangelist Johannes, sowie der Erzengel Michael und Johannes der Täufer, die den Dogen und Cristina Condulmer (die Dogaressa) Christus präsentieren.

## Statue
Seine Statue (Nummer 31) steht im Südosten des äußeren Ringes des Prato della Valle in Padua.